# John Tudor
John Thomas Tudor (Schenectady, 2 de fevereiro de 1954) é um ex-jogador profissional de beisebol norte-americano.

## Carreira
John Tudor foi campeão da World Series 1988 jogando pelo Los Angeles Dodgers. Na série de partidas decisiva, sua equipe venceu o Oakland Athletics por 4 jogos a 1.